# Stylidium
Stylidium là một chi thực vật có hoa trong họ Zygophyllaceae.

## Loài
Chi này gồm các loài:
- Stylidium accedens
- Stylidium aceratum
- Stylidium aciculare
- Stylidium acuminatum

Syn.: S. spathulatum var. acuminatum
- Stylidium adenophorum
- Stylidium adnatum: Beaked triggerplant

S. adnatum var. abbreviatum
Syn.: S. adnatum var. propinquum
Syn.: S. fasciculatum: Pale beaked triggerplant
- Stylidium adpressum: Trigger-on-stilts
- Stylidium aeonioides
- Stylidium affine: Queen triggerplant

Syn.: S. caricifolium var. affine
- Stylidium albolilacinum
- Stylidium albomontis
- Stylidium alsinoides
- Stylidium amabile
- Stylidium amoenum: Lovely (or Beautiful) triggerplant

S. amoenum var. caulescens
- Stylidium angustifolium
- Stylidium applanatum
- Stylidium aquaticum
- Stylidium arenicola
- Stylidium armerium
- Stylidium articulatum: Stout triggerplant
- Stylidium assimile: Bronze-leaved triggerplant
- Stylidium asymmetricum: Asymmetric triggerplant
- Stylidium austrocapense
- Stylidium barleei: Tooth-leaved triggerplant
- Stylidium bauthas
- Stylidium beaugleholei
- Stylidium begoniifolium
- Stylidium bellidifolium
- Stylidium bellum
- Stylidium bicolor
- Stylidium breviscapum: Boomerang triggerplant

Syn.: S. breviscapum var. erythrocalyx
- Stylidium brunonianum: Pink fountain triggerplant
- Stylidium bulbiferum: Circus triggerplant

Syn.: S. recurvum
- Stylidium burbidgeanum
- Stylidium buxifolium
- Stylidium caespitosum: Fly-away triggerplant
- Stylidium calcaratum: Book triggerplant
- Stylidium candelabrum
- Stylidium capillare
- Stylidium caricifolium: Milkmaids
- Stylidium carlquistii
- Stylidium carnosum: Fleshy-leaved triggerplant
- Stylidium caulescens
- Stylidium centrolepoides
- Stylidium ceratophorum
- Stylidium chiddarcoopingense
- Stylidium chinense
- Stylidium choreanthum: Dancing triggerplant
- Stylidium cicatricosum
- Stylidium ciliatum: Golden triggerplant

Syn.: S. saxifragoides
- Stylidium cilium

Syn.: S. bulbiferum var. ciliatum
- Stylidium clarksonii
- Stylidium clavatum

Syn.: S. luteum var. clavatum
- Stylidium claytonioides
- Stylidium coatesianum
- Stylidium compressum
- Stylidium confertum
- Stylidium confluens
- Stylidium cordifolium
- Stylidium coroniforme: Wongan Hills triggerplant
- Stylidium corymbosum: Whitecaps
- Stylidium costulatum
- Stylidium crassifolium: Thick-leaved triggerplant
- Stylidium crossocephalum: Posy triggerplant
- Stylidium cuneiformis
- Stylidium cygnorum

Syn.: S. adpressum var. patens
- Stylidium cymiferum
- Stylidium daphne
- Stylidium darwinii
- Stylidium debile
- Stylidium delicatum
- Stylidium desertorum
- Stylidium despectum: Dwarf triggerplant
- Stylidium diademum
- Stylidium diceratum
- Stylidium dichotomum: Pins-and-needles

Syn.: S. hookeri
Syn.: S. mucronifolium
- Stylidium dicksonii
- Stylidium dielsianum: Tangle triggerplant
- Stylidium diffusum
- Stylidium dilatatum
- Stylidium diplectroglossum

Syn.: S. repens var. diplectroglossum
- Stylidium dispermum
- Stylidium diuroides: Donkey triggerplant
- Stylidium divaricatum: Daddy-long-legs

Syn.: S. streptocarpum
- Stylidium divergens
- Stylidium diversifolium: Touch-me-not
- Stylidium drummondianum
- Stylidium dunlopianum
- Stylidium ecorne: Foot triggerplant
- Stylidium edentatum
- Stylidium eglandulosum: Wooly-stemmed triggerplant
- Stylidium elongatum: Tall triggerplant

Syn.: S. crassifolium var. elongatum
- Stylidium emarginatum
- Stylidium ensatum
- Stylidium ericksoniae
- Stylidium eripodum
- Stylidium eriorhizum
- Stylidium evolutum
- Stylidium exiguum
- Stylidium expeditionis: Tutanning triggerplant
- Stylidium falcatum: Slender beaked triggerplant
- Stylidium ferricola
- Stylidium fimbriatum
- Stylidium fissilobum
- Stylidium flagellum
- Stylidium floodii
- Stylidium floribundum
- Stylidium flumense
- Stylidium fluminense
- Stylidium foveolatum
- Stylidium fruticosum
- Stylidium galioides: Yellow mountain triggerplant
- Stylidium glabrifolium
- Stylidium glandulosum: Bushy triggerplant
- Stylidium glandulosissimum

Syn.: S. luteum var. glandulosum
Syn.: S. spathulatum var. glandulosum
- Stylidium glaucum: Grey triggerplant
- Stylidium graminifolium: Grass triggerplant

Syn.: S. armeria
- Stylidium guttatum: Dotted triggerplant
- Stylidium gypsophiloides
- Stylidium hebegynum
- Stylidium hirsutum: Hairy triggerplant
- Stylidium hispidum: White butterfly triggerplant
- Stylidium hortiorum
- Stylidium hugelii
- Stylidium humphreysii
- Stylidium imbricatum: Tile-leaved triggerplant
- Stylidium inaequipetalum
- Stylidium inconspicuum
- Stylidium induratum: Desert triggerplant
- Stylidium insensitivum: Isensitive triggerplant
- Stylidium inundatum: Hundreds and Thousands

Syn.: S. brachyphyllum
- Stylidium inversiflorum
- Stylidium involucratum

Syn.: * S. stowardii
- Stylidium ireneae
- Stylidium javanicum
- Stylidium junceum: Reed triggerplant

Syn.: S. junceum var. brevius
- Stylidium kalbarriense
- Stylidium keigheryi
- Stylidium korijekup
- Stylidium kunthii

Syn.: S. brunonis
- Stylidium lachnopodum
- Stylidium laciniatum: Tattered triggerplant
- Stylidium laricifolium: Tree (or Larch-leaf) triggerplant

Syn.: S. ternifolium
- Stylidium lateriticola
- Stylidium lehmannianum
- Stylidium leiophyllum
- Stylidium lepidum: Redcaps
- Stylidium leptobotrydium
- Stylidium leptobotrys
- Stylidium leptocalyx: Slender-calyxed triggerplant
- Stylidium leptophyllum: Needle-leaved triggerplant
- Stylidium leptorrhizum

Syn.: S. barrettiorum
- Stylidium leptostachyum
- Stylidium lessonii
- Stylidium leeuwinense
- Stylidium limbatum: Fringed-leaved triggerplant
- Stylidium lindleyanum
- Stylidium lineare: Narrow-leaved triggerplant
- Stylidium lineatum: Sunny triggerplant
- Stylidium lobuliflorum
- Stylidium longibracteatum: Long-bracted triggerplant
- Stylidium longicornu
- Stylidium longifolium
- Stylidium longissimum
- Stylidium longitubum: Jumping Jacks
- Stylidium lowrieanum
- Stylidium luteum: Yellow triggerplant
- Stylidium macranthum: Crab claws
- Stylidium maitlandianum: Fountain triggerplant
- Stylidium majus
- Stylidium marginatum
- Stylidium maritimum
- Stylidium marradongense
- Stylidium megacarpum

Syn.: S. bulbiferum var. macrocarpum
- Stylidium melastachys
- Stylidium merrallii: Merralls triggerplant
- Stylidium mimeticum
- Stylidium miniatum: Pink butterfly triggerplant
- Stylidium minus
- Stylidium mitchellii
- Stylidium mitrasacmoides
- Stylidium montanum
- Stylidium mucronatum
- Stylidium multiscapum
- Stylidium muscicola
- Stylidium neglectum: Neglected triggerplant
- Stylidium nominatum
- Stylidium nonscandens
- Stylidium notabile
- Stylidium nudum
- Stylidium nunagarensis: Nungarin triggerplant

Syn.: S. caricifolium var. nungarinense
- Stylidium nymphaeum
- Stylidium obtusatum: Pinafore triggerplant

S. obtusatum var. rubricalyx
Syn.: S. rubricalyx: Apron triggerplant
S. obtusatum var. obtusatum
Syn.: S. asteroideum: Star triggerplant
Syn.: S. bolgartense
- Stylidium ornatum
- Stylidium osculum
- Stylidium oviflorum
- Stylidium pachyrrhizum
- Stylidium paniculatum
- Stylidium paulineae
- Stylidium pedunculatum

Syn.: S. bryoides
Syn.: S. curtum
- Stylidium pendulum
- Stylidium periscelianthum: Pantaloon triggerplant
- Stylidium perizostera
- Stylidium perminutum
- Stylidium perplexum
- Stylidium perpusillum: Tiny triggerplant
- Stylidium petiolare: Horned triggerplant
- Stylidium piliferum: Common butterfly triggerplant
- Stylidium pingrupense
- Stylidium planifolium
- Stylidium plantagineum: Plantagenet triggerplant

Syn.: S. elegans
- Stylidium polystachium
- Stylidium preissii: Lizard triggerplant
- Stylidium pritzelianum: Royal triggerplant
- Stylidium productum
- Stylidium proliferum
- Stylidium prophyllum
- Stylidium propinquum
- Stylidium pruinosum
- Stylidium pseudocaespitosum
- Stylidium pseudohirsutum
- Stylidium pseudosacculatum
- Stylidium pseudotenellum
- Stylidium pubigerum: Yellow Butterfly triggerplant
- Stylidium pulchellum: Thumbelina triggerplant
- Stylidium pulviniforme
- Stylidium pycnostachyum: Downy triggerplant
- Stylidium pygmaeum: Pygmy triggerplant

Syn.: S. exoglossum: Tongue triggerplant
- Stylidium quadrifurcatum: Four-pronged triggerplant
- Stylidium ramosissimum
- Stylidium ramosum
- Stylidium reductum
- Stylidium reduplicatum

Syn.: S. drummondii
Syn.: S. pilosum: Silky triggerplant
- Stylidium repens: Matted triggerplant

Syn.: S. radicans
- Stylidium rhipidium: Fan triggerplant
- Stylidium rhynchocarpum: Black-beaked triggerplant
- Stylidium ricae
- Stylidium rigidulum

Syn.: S. leptophyllum var. glabrescens
Syn.: S. macrocarpum: Flagon triggerplant
- Stylidium rivulosum
- Stylidium robustum
- Stylidium roseo-alatum: Pink-wing triggerplant
- Stylidium roseonanum
- Stylidium roseum
- Stylidium rosulatum
- Stylidium rotundifolium

Syn.: S. irriguum
- Stylidium rubriscapum
- Stylidium rupestre: Rock triggerplant
- Stylidium sacculatum

Syn.: S. repens var. sacculatum: Locket triggerplant
- Stylidium scabridum: Moth triggerplant

Syn.: S. laxiflorum
- Stylidium scandens: Climbing triggerplant
- Stylidium scariosum
- Stylidium schizanthum
- Stylidium schoenoides: Cow Kicks
- Stylidium sejunctum
- Stylidium semaphorum
- Stylidium semipartitum
- Stylidium septentrionale

Syn.: S. bulbiferum var. septentrionale
- Stylidium serrulatum
- Stylidium setaceum
- Stylidium setigerum
- Stylidium sidjamesii
- Stylidium simulans
- Stylidium sinicum
- Stylidium soboliferum
- Stylidium spathulatum: Creamy triggerplant
- Stylidium spinulosum: Topsy-turvy triggerplant
- Stylidium squamellosum: Maze triggerplant

Syn.: S. chrysanthum
- Stylidium squamosotuberosum: Fleshy-rhizomed triggerplant
- Stylidium stenophyllum
- Stylidium stenosepalum
- Stylidium stipitatum
- Stylidium striatum: Fan-leaved triggerplant

Syn.: S. rigidifolium: Stiff-leaved triggerplant
- Stylidium subulatum
- Stylidium suffruticosum
- Stylidium sulcatum
- Stylidium symonii
- Stylidium tenellum
- Stylidium tenerrimum
- Stylidium tenerum
- Stylidium tenue

Syn.: S. brunonianum var. minor
- Stylidium tenuicarpum
- Stylidium tenuifolium
- Stylidium tepperianum
- Stylidium tetrandra
- Stylidium thesioides: Delicate triggerplant

Syn.: S. canaliculatum
- Stylidium thyrsiforme
- Stylidium tinkeri
- Stylidium torticarpum
- Stylidium trichopodum
- Stylidium turbinatum
- Stylidium tylosum
- Stylidium udusicola
- Stylidium uliginosum
- Stylidium umbellatum
- Stylidium uniflorum: Pincushion triggerplant
- Stylidium utriculariodes: Pink fan triggerplant
- Stylidium validum
- Stylidium velleioides
- Stylidium verticillatum: Pink mountain triggerplant
- Stylidium violaceum: Violet triggerplant
- Stylidium vitiense
- Stylidium warriedarense
- Stylidium weeliwolli
- Stylidium wightianum
- Stylidium wilroyense
- Stylidium xanthopis: Yellow eyed triggerplant
- Stylidium yilgarnense: Yilgarn triggerplant

Syn.: S. glanduliferum
- Stylidium zeicolor: Maize triggerplant